# Arrigo Paganelli
Arrigo Paganelli (Firenze, 31 maggio 1899 – 19 settembre 1980) è stato un politico e dirigente sportivo italiano, presidente della ACF Fiorentina dal 1945 al 1946.

## Biografia
Paganelli si laureò in Giurisprudenza, esercitando la professione di avvocato. Negli anni venti fungeva da segretario della Palestra Ginnastica Fiorentina Libertas, società sportiva nata nel 1877 che dal 1912 aveva costituito una sezione calcistica che divenne presto, insieme al Club Sportivo Firenze, tra i maggiori club fiorentini; nel 1926, superando l'iniziale diniego, fu tra gli artefici della fusione delle due compagini, dando vita all'Associazione Calcio Fiorentina, divenendo vicepresidente della nuova società presieduta da Luigi Ridolfi Vay da Verrazzano. In quegli anni, Paganelli fu inoltre presidente dell'ACI di Firenze.
Dopo la seconda guerra mondiale, il marchese Ridolfi lasciò la società; il comitato di reggenza lo elesse quindi presidente nel 1945, carica che assunse fino al 1946 quando venne eletto Igino Cassi. Con le elezioni politiche del 1948 venne eletto deputato nella I legislatura nelle file della Democrazia Cristiana il 1º giugno dello stesso anno, rimanendo in carica fino al 1953. Nel 1954 divenne presidente della Palestra Ginnastica Fiorentina Libertas, carica che resse fino al 1958.